# 生命之盐
《生命之盐》，是一部由中国中央电视台制作的电视纪录片。
豆瓣电影上《生命之盐》的資料 （简体中文）
1. ↑  央视网. . tv.cctv.com. 央视网. 2019-05-02  [2019-05-01]. （原始内容存档于2019-08-14）.